# Alta Autoridade Transitória
A Alta Autoridade Transitória  (em malgaxe: Fitondrana Avon'ny Tetezamita (FAT); em francês: Haute Autorité de Transition, HAT) foi um órgão executivo provisório que chegou ao poder em Madagascar após o golpe que forçou Marc Ravalomanana a deixar o país em 17 de março de 2009, como resultado dos protestos malgaxes de 2009. Foi liderado por Andry Rajoelina, que nomeou membros para o órgão semanas antes da entrega da autoridade executiva de Ravalomanana aos militares, que posteriormente cederam o poder à Alta Autoridade de Transição.
A Alta Autoridade Transitória era dominada principalmente por membros dos Jovens Malgaxes Determinados, o partido de Rajoelina.
Em 17 de setembro de 2011, um "roteiro para acabar com a crise em Madagascar" foi assinado por líderes da oposição apoiados pela Comunidade de Desenvolvimento da África Austral (SADC). Esta resolução visou a criação de um governo estável e o fim da crise política que se passava em Madagascar. A Alta Autoridade Transitória repetidamente reprogramou as eleições gerais, que aconteceriam em 20 de dezembro de 2013, após uma primeira rodada de eleições presidenciais de 25 de outubro. As eleições presidenciais em dezembro foram um segundo turno entre Jean Louis Robinson e Hery Rajaonarimampianina, os dois principais candidatos a surgir da primeira rodada da votação em outubro. Os resultados oficiais da segunda rodada foram anunciados em 7 de janeiro de 2014 e Rajaonarimampianina foi proclamado o vencedor com quase 54% dos votos. Esta eleição pôs fim a Alta Autoridade Transitória e restaurou um governo constitucional regular em Madagascar.